# Igor Angelovski
Igor Angelovskit - em macedônio, Игор Ангеловски (Skopje, 2 de junho de 1976) é um ex-futebolista e treinador de futebol macedônio que atuava como volante..

## Carreira de jogador
Jogou a maior parte de sua carreira no Cementarnica 55, entre 1996 e 1997 e entre 2000 e 2007, vencendo a Copa da Macedônia em 2002–03. Jogou também pelo FK Skopje na temporada 2007–08.
Fora de seu país, jogou nas vizinhas Eslovênia e Sérvia, atuando respectivamente por Publikum Celje (atual NK Celje) e Srem, onde se aposentou com apenas 31 anos.

## Pós-aposentadoria
Pouco depois de encerrar a carreira, Angelovski trabalhou como diretor-esportivo no Rabotnički, que também foi seu primeiro clube como treinador, entre 2013 e 2015, vencendo a Macedonian Prva Liga em sua primeira temporada no cargo.
Após uma rápida passagem como auxiliar-técnico, foi anunciado como novo treinador da Seleção Macedônia em outubro de 2015, substituindo Ljubinko Drulović. Ele ainda acumulou as 2 funções até dezembro, quando passou a dedicar-se apenas à seleção.

## Títulos

### Como jogador
Cementarnica 55
- Copa da Macedônia: 2002–03

### Como treinador
Rabotnički
- Macedonian Prva Liga: 2013–14